# 2005년 집단 소송 공평법
2005년 집단 소송 공평법(Class Action Fairness Act of 2005)은 미국 연방법률로 대형 집단 소송에 대한 연방 관할권을 확장한 법이다. 이 법안은 부시 행정부 2기에 첫 주요 법안으로 발의되었으며 기업계와 불법행위 개혁 지지자들은 집단소송의 남용을 방지하는 데 필요하다고 주장하고 법안통과를 로비하였다. 조지 W. 부시 대통령 역시 법안을 지원을 약속했다. 본 법안은 원고의 집단의 한 구성원 청구금엑이 5백만 달러를 초과하는 경우 연방 법원의 관할권을 제공하는 것이다.